# Государственный научно-исследовательский институт горнохимического сырья
Государственный научно-исследовательский институт горнохимического сырья (ГИГХС) — научно-исследовательский институт в области геологии, добычи, обогащения и переработки руд горнохимического сырья (фосфатных, серных, борных, баритовых, мышьяковых) и других полезных ископаемых. Расположен в городе Люберцы Московской области.
Образован в 1931 году в качестве Центральной научно-исследовательской лаборатории "ЦНИЛ" Наркомата химической промышленности СССР в г. Люберцы Московской области. На базе лаборатории распоряжением Совета народных комиссаров СССР от 26 мая 1943 г. был создан Государственный институт горнохимического сырья (ГИГХС) Министерства химической промышленности СССР. В 1946 году переименован в Государственный научно-исследовательский институт горнохимического сырья (ГИГХС)

С 1 октября 2012 года закрыт после рейдерского захвата компанией ООО "Антинори", подконтрольной бывшему директору ГИГХСа, Санкт-Петербург. Здание и хозяйственные постройки сданы в аренду. 
В 2008 году институт был передан Госкорпорации "Ростехнологии". В декабре 2010 года бывшим директором ГИГХСа была инициирована  процедура банкротства с целью мошеннического завладения 18 объектами недвижимости института  . 

## Разработки института
Институтом были выполнены разработки по геологии и технологии горного производства, по которым были построены и расширяются предприятия горнохимической промышленности: Кингисеппское ОАО «Фосфорит», ОАО «Бор», ОАО «Апатит» (Россия), Каратау (Казахстан), Роздол (Украина), апатитовое месторождение Лао-Кай во Вьетнаме, фосфоритовое месторождение Абу-Тартур в Египте и другие. 
ГИГХС также провёл исследовательские работы по геологии, обогащению, горнотехническим условиям эксплуатации месторождений горнохимического сырья в 25 странах мира (Алжир, Вьетнам, Египет, Индия, Китай, Мали, Марокко, Намибия, Перу, Польша, Сирия, Тунис, Уганда и др.). 